# Anton Iwanowitsch Awerjanow

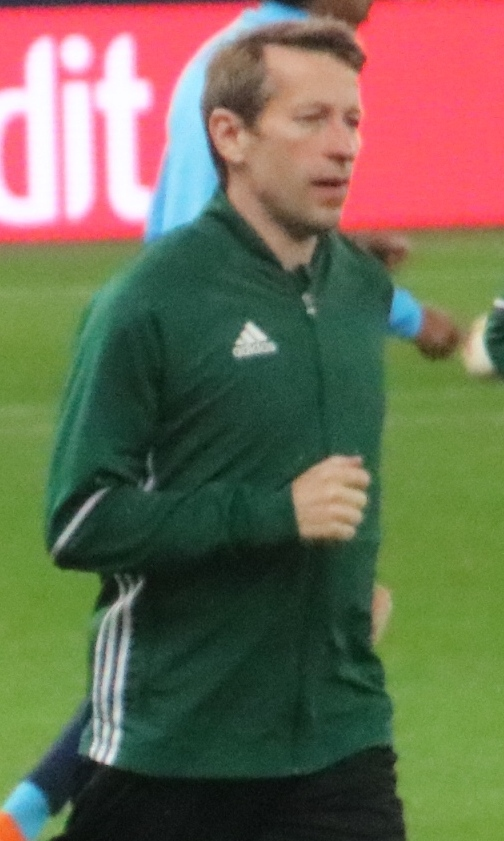
Anton Awerjanow

Anton Iwanowitsch Awerjanow (* 31. Januar 1973 in Moskau) ist ein ehemaliger russischer Fußballschiedsrichterassistent.
Awerjanow leitete viele Jahre lang bis 2020 Spiele in der russischen Premjer-Liga, zudem stand er als Schiedsrichterassistent auf der Liste der FIFA-Schiedsrichter und leitete internationale Fußballpartien.
Awerjanow war unter anderem bei der U-21-Europameisterschaft 2015 in Tschechien, bei der U-20-Weltmeisterschaft 2017 in Südkorea und bei der Weltmeisterschaft 2018 in Russland im Einsatz (meist als Assistent von Sergei Karassjow). Zudem sollte er bei der Europameisterschaft 2016 in Frankreich zum Einsatz kommen, wurde jedoch durch Nikolai Golubew ersetzt, nachdem er einen Fitnesstest nicht bestand.